# صاحب البار
قرية صاحب البار هي إحدى القرى التابعة لمحافظة صامطة في منطقة جازان جنوب غرب السعودية. وتقع قرية صاحب البار شرق محافظة صامطة ويبلغ عدد سكانها حوالي 5000 نسمة .

## السكان
تضم القرية سكان من ثلاث قبائل هي الصميلي والمباركي والقيسي ويتوزوعون على صاحب البار الشرقي والغربي.

## المدارس
- مدرسة صاحب البار الابتدائية للبنين: وقد تأسست عام 1406 هـ.
- مدرسة صاحب البار للبنات: وقد تأسست عام 1407 هـ.